# Leucostoma tetraptera
Leucostoma tetraptera är en tvåvingeart som först beskrevs av Johann Wilhelm Meigen 1824.  Leucostoma tetraptera ingår i släktet Leucostoma och familjen parasitflugor. Inga underarter finns listade i Catalogue of Life.